# Liápino (Krasnodar)
Liápino (del ruso: Ляпино) es un jútor del raión de Novokubansk, en el krai de Krasnodar de Rusia. Está situado a orillas del arroyo Górkaya, afluente por la derecha del río Kubán, 8 km al nordeste de Novokubansk y 169 km al este de Krasnodar. Tenía 1 431 habitantes en 2010.
Es cabeza del municipio Liapinskoye, al que pertenecen asimismo Kamyshevaja, Novokarski y Stepnói.